# Stine
 Der er for få eller ingen kildehenvisninger i denne artikel, hvilket er et problem. Du kan hjælpe ved at angive troværdige kilder til de påstande, som fremføres i artiklen.

Stine kommer ud af Krestine, som betyder kristen.
Iflg. Danmarks Statistik var der 11410 personer med navnet Stine i Danmark pr 1. januar 2008.
- Stine Bosse - dansk erhvervsleder

## Navnet anvendt i fiktion
- Stine og drengene er en dansk film fra 1969 instrueret af Finn Karlsson.
- Hej Stine! er en dansk film fra 1970 instrueret af Lise Roos.
- Stine, Anders og Jeanette er en dansk børne-tv-serie fra 1984.

| Fornavne | Spire Denne artikel om et fornavn er en spire som bør udbygges. Du er velkommen til at hjælpe Wikipedia ved at udvide den. |